# Космос-1900
Космос-1900 — советский радиолокационный спутник океанской разведки и целеуказания системы «Легенда» (RORSAT по классификации НАТО), был запущен с космодрома «Байконур» 12 декабря 1987 года. Спутники системы «Легенда» предназначены для поиска в океанах оперативных групп ВМС США и других морских судов.

## Запуск
«Космос-1900» был запущен 12 декабря 1987 года в 5:44 по Гринвичу при помощи ракеты-носителя «Циклон-2» с космодрома «Байконур». После успешного вывода на орбиту спутник получил обозначение «Космос-1900», международное обозначение 1987-101A и номер по каталогу спутников 18665. «Космос-1900» эксплуатировался на низкой околоземной орбите. По состоянию на 12 декабря 1987 года он имел перигей 263 километров, апогей 287 километров и наклон 65° с периодом обращения 89,8 минуты.

## Космический аппарат
Спутники радиолокационной разведки УС-А представляли собой обзорную РЛС которая производила сканирование поверхности с орбиты ~270 км. Для работы РЛС требовался мощный источник энергии, в связи с этим в качестве силовой установки на спутники этой серии устанавливали портативные ядерные реакторы малой мощности типа БЭС-5 «Бук» и «Топаз».

## Инцидент
16 апреля 1988 г связь с «Космос-1900» была потеряна. На протяжении пяти месяцев спутник неконтролируемо снижался, а наземные службы не смогли дать команду ни на увод реактора на «орбиту захоронения», ни на отделение активной зоны для её безопасного схода с орбиты. За пять суток до схода с орбиты (30 августа 1988 г) сработала система автоматического увода реактора, включившаяся ввиду исчерпания запаса топлива в системе ориентации спутника. Данный инцидент стал одной из причин отказа от использования системы «Легенда» и вывода её из эксплуатации.